# Respect

Respect è una canzone incisa nel 1965 dal cantante statunitense Otis Redding, ripresa nel 1967 da Aretha Franklin diventando uno dei suoi più grandi successi.
Nel testo originale di Otis Redding il punto di vista è quello di un uomo che chiede alla propria compagna di essere rispettato e considerato; nella versione di Aretha Franklin i generi vengono scambiati. Nel 1967 negli Stati Uniti i movimenti femministi e per l'abolizione delle forme di apartheid ancora presenti a danno della minoranza afroamericana sono in piena affermazione; la versione della Franklin diventa un inno di questi movimenti, la richiesta di "rispetto" contenuta nella canzone viene allargata all'intera società statunitense.
La canzone è oggi considerata tra le migliori dell'era del rock and roll e la versione della Franklin è alla prima posizione nella classifica della rivista Rolling Stone delle 500 migliori canzoni di tutti i tempi. Con questo risultato, la regina del soul è la prima donna a comparire nella lista.

## Le origini
Otis Redding scrisse e incise Respect come pezzo blues mentre concludeva la preparazione del suo terzo album Otis Blue: Otis Redding Sings Soul. L'album, pubblicato nell'estate del 1965, ebbe un buon successo di vendite raggiungendo il quinto posto nella classifica di vendita di Billboard dedicata alla musica nera; riuscì anche ad acquisire una buona popolarità anche oltre la cerchia degli estimatori del R&B e del blues.

## Il successo
Fu il produttore Jerry Wexler a intuire il potenziale successo della canzone oltre la cerchia del pubblico R&B e a proporla a Aretha Franklin. Il giorno di san Valentino del 1967 Aretha Franklin incise la sua versione, accompagnata ai cori dalle sorelle Carolyn e Erma.
Nella versione della Franklin, vennero aggiunti all'originale una nuova parte e l'intervento del sax tenore di King Curtis. Il brano venne incluso nell'album di Aretha Franklin I Never Loved a Man the Way I Love You.
Il successo della versione della Franklin fu persino maggiore dell'originale - due settimane in testa alla classifica generale americana di vendita Billboard Hot 100 e otto settimane in testa alla classifica di vendita di Billboard dedicata alla musica nera. Ebbe inoltre successo in Canada con la seconda posizione e nel Regno Unito, raggiungendo la decima posizione e facendo guadagnare alla Franklin una visibilità internazionale. In Italia raggiunse il settimo posto nella classifica di vendita dei 45 giri. La settima posizione la raggiunse anche in Olanda. Il singolo vinse il Grammy Award for Best R&B Performance ed il Grammy Award for Best Female R&B Vocal Performance 1968 e venne premiato con il Grammy Hall of Fame Award 1998.
Anche Redding fu impressionato dal successo, durante la sua performance al Monterey Pop Festival dell'estate del 1967 presentò Respect come "una canzone che mi è stata rubata da una ragazza".
La rivista americana Rolling Stone, nel novembre 2004, ha pubblicato una lista dei 500 migliori brani di tutti i tempi, posizionando la versione di Aretha al quinto posto, prima tra le canzoni cantate da donne e prima tra le cover.
Nel 2021, nell'ultimo riaggiornamento della lista (ce n'era già stato uno alcuni anni prima), la versione di Aretha si è classificata al primo posto in assoluto.

## Crediti
- Scritta da Otis Redding.

### Versione di Otis Redding
- Prodotta da Steve Cropper e Yves Beauvais.
- Eseguita da Otis Redding (voce), Booker T. Jones (tastiera, pianoforte), Isaac Hayes (tastiera, pianoforte), Steve Cropper (chitarra), Donald Dunn (basso), Al Jackson Jr. (batteria), Wayne Jackson (tromba), Gene Miller (tromba), Andrew Love (sassofono tenore), Floyd Newman (sassofono baritono).
- Cori di William Bell e Earl Sims.

### Versione di Aretha Franklin
- Prodotta da Jerry Wexler e Arif Mardin.
- Mixata da Tom Dowd.
- Eseguita da Aretha Franklin (voce), Willie Bridges (sax), Charles Chalmers (sax), Gene Chrisman (batteria), Tommy Cogbill (basso), Dewey Oldham (tastiera), Curtis Ousley (sax).
- Cori di Carolyn Franklin e Erma Franklin.